# Rubén Darío Ruiz Mainardi

Bischofswappen von Rubén Darío Ruiz Mainardi

Rubén Darío Ruiz Mainardi (* 17. November 1964 in Córdoba) ist ein argentinischer römisch-katholischer Geistlicher, Erzbischof und Diplomat des Heiligen Stuhls.

## Leben
Rubén Darío Ruiz Mainardi empfing am 26. Mai 1991 das Sakrament der Priesterweihe für das Bistum Santo Tomé. Anschließend setzte er seine Ausbildung an der Päpstlichen Diplomatenakademie in Rom fort. Daneben erwarb er ein Lizenziat im Fach Dogmatik und wurde im Fach Kanonisches Recht promoviert.
Ruiz Mainardi trat am 1. März 2000 in den diplomatischen Dienst des Heiligen Stuhls ein. Er war an den Nuntiaturen in der Republik Kongo und in Gabun, in Slowenien und in Mazedonien, in der Schweiz und in Liechtenstein, in Kuba, in der Zentralafrikanischen Republik und im Tschad sowie in Frankreich tätig. Zuletzt war Ruiz Mainardi Nuntiaturrat in der Sektion für Allgemeine Angelegenheiten des Staatssekretariates des Heiligen Stuhls.
Am 28. Oktober 2024 ernannte ihn Papst Franziskus zum Titularerzbischof von Ursona sowie zum Apostolischen Nuntius in Benin und in Togo. Die Bischofsweihe spendete ihm Kardinalstaatssekretär Pietro Parolin am 14. Dezember desselben Jahres im Petersdom; Mitkonsekratoren waren der Substitut des Staatssekretariates des Heiligen Stuhls, Kurienerzbischof Edgar Peña Parra, und der Sekretär für die Päpstlichen Vertretungen im Staatssekretariat des Heiligen Stuhls, Kurienerzbischof Luciano Russo.